# Trois nouveaux plus beaux paysages de nuit du Japon
| \| Mont Sarakura Mont Wakakusa Parc aux fruits de Yamanashi \| Les trois nouveaux plus beaux paysages de nuit du Japon. |
| Mont Sarakura Mont Wakakusa Parc aux fruits de Yamanashi                                                                |

Les trois nouveaux plus beaux paysages de nuit du Japon (新日本三大夜景, Shin-nihon sandai yakei, littéralement « les trois nouvelles grandes vues nocturnes du Japon ») sont les nouvelles trois vues les plus célèbres de nuit du Japon donnés par le Comité des trois nouvelles plus belles vues de nuit du Japon et des 100 vues de nuit du Japon (新日本三大夜景・夜景100選事務局, Nihon sandai yakei Yakei・Hyaku-sen jimukyoku), une organisation à but non lucratif  en avril 2003.
Les vues sont celle de la ville de Kitakyūshū depuis le mont Sarakura dans la préfecture de Fukuoka,, la vue de Nara depuis le mont Wakakusa dans la préfecture de Nara, et enfin, celle du bassin de Kōfu depuis le parc aux fruits de Yamanashi dans la préfecture de Yamanashi,

## Sites
| Nom | Nom                                              | Préfecture | Ville      | Remarques                                                                        |
| --- | ------------------------------------------------ | ---------- | ---------- | -------------------------------------------------------------------------------- |
|     | Vue nocturne surplombant depuis le mont Sarakura | Fukuoka    | Kitakyūshū | Paysage de nuit surplombant la ville de Kitakyūshū depuis le mont Sarakura.      |
|     | Vue nocturne surplombant depuis le mont Wakakusa | Nara       | Nara       | Paysage de nuit surplombant la ville de Nara depuis Kikuseidai du mont Wakakusa. |
|     | Vue surplombant de la ville de Kōfu de nuit      | Yamanashi  | Yamanashi  | Paysage de nuit surplombant la ville de Kōfu. Le mont Fuji est visible au fond.  |